# Smržovka
Smržovka (německy Morchenstern) je město v okrese Jablonec nad Nisou v podhůří Jizerských hor, na silniční a železniční trati mezi Jabloncem nad Nisou a Tanvaldem. Žije zde přibližně 3 900 obyvatel.

## Název
Název Smržovce dala lesem zarostlá hora, na níž rostlo velké množství smržů. Němečtí obyvatelé si název spojovali s husitskou zbraní „smržovkou“ (řemdihem) zakončenou hvězdicovitými hroty a proto město nazývali Morgenstern (Jitřenka). Teprve ve druhé polovině 17. století se smysl německého názvu změnil a začalo se používat označení Morchelnstern, později jen Morchenstern (Morchel = smrž). Jak k jitřence, tak i k houbě odkazuje znak.

## Historie

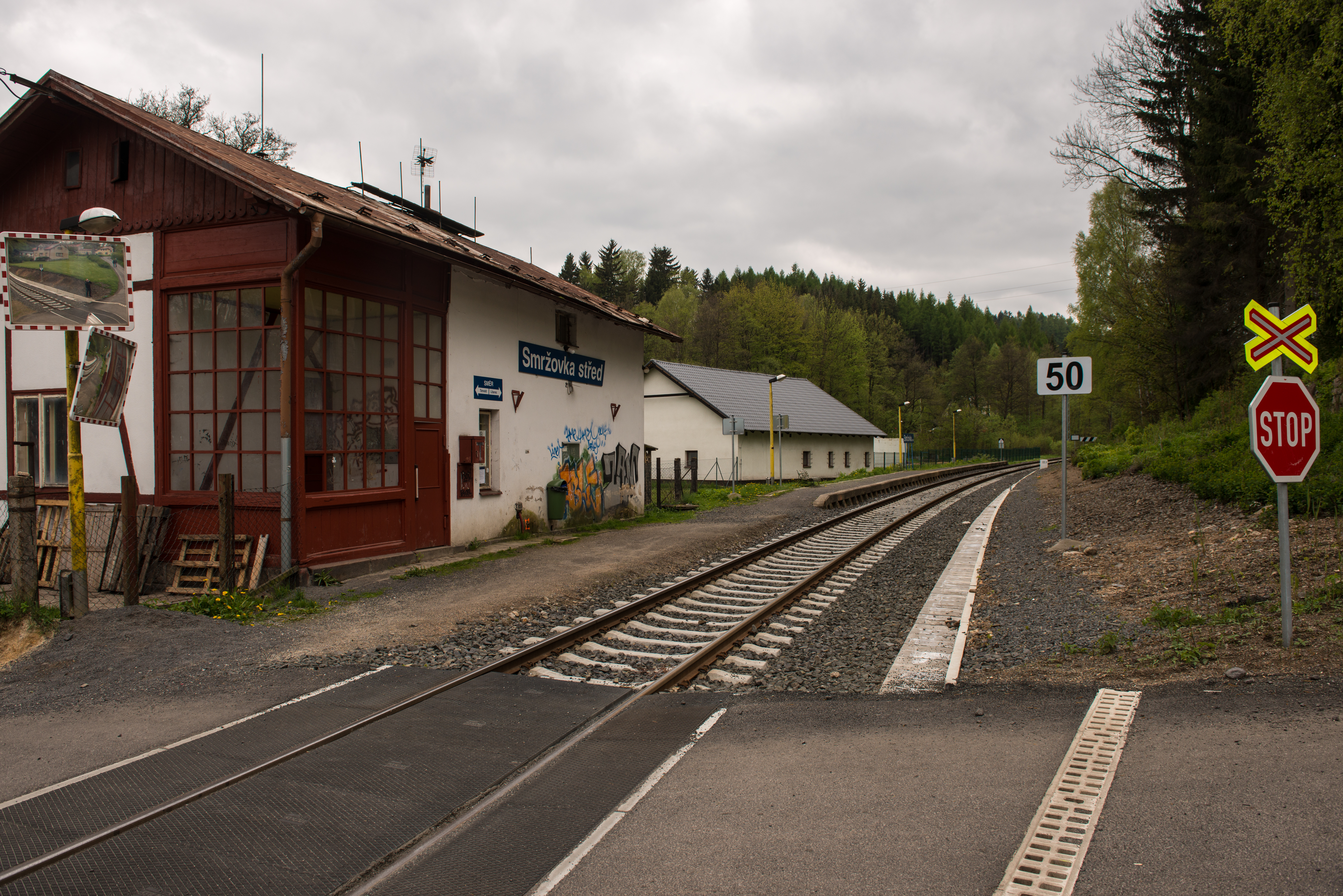
Železniční zastávka Smržovka střed

Smržovka vznikla v první polovině 16. století při kolonizaci Jizerských hor. První písemná zmínka o obci pochází z roku 1568. Většina obyvatel hovořila německy.
Obyvatelstvo bylo v době před třicetiletou válkou většinou protestantské, a částečně si víru zachovalo i po vypovězení evangelického faráře po bitvě na Bílé Hoře. Na konci třicetileté války se obyvatelstvo pod vlivem rekatolizace začalo hlásit ke katolictví a byl zbudován dřevěný katolický kostel.
Smržovka ležela v panství Semily, které v 15. století vlastnil rod Valdštejnů, následně Smiřičtí. Po konfiskacích v roce 1620 získal panství Albrecht z Valdštejna. Od roku 1635 se vlastníky Smržovky stali Desfoursové, později Desfours-Walderode, ti ho vlastnili až do roku 1848, značnou část pozemků až do roku 1945.
Po zrušení poddanství v roce 1848 bylo ve Smržovce zvoleno obecní zastupitelstvo, prvním starostou se roku 1850 stal Anton Fischer. Původně byla Smržovka sídlem okresního úřadu, bylo ale přeneseno do Tanvaldu. V té době byla ke Smržovce připojena obec Jiřetín pod Bukovou, která se osamostatnila až v roce 1992.
V době rozvoje průmyslu se ve Smržovce a okolí rozvíjí především sklářské hutě a brusírny, ale i tkalcovství, později textilní závody zpracovávaly i další materiály. Díky rozvoji průmyslu a obchodu se Smržovka v roce 1849 stala tržištěm, v roce 1868 byla povýšena na městys a v roce 1905 jí byl udělen status města a městský znak.
V sedmdesátých letech 19. století nastala hospodářská krize, následovaná vlnou emigrace několik set občanů z města a okolí do Brazílie. Pracovní podmínky dělníků vedly ke stávkám, té nejvýznamnější (1890) se účastnilo 2 000 brusičů, k jejímu potlačení byla povolána policie a armáda.
V době vzniku Československa Ve městě žilo přibližně 7 000 obyvatel, z nichž asi tři čtvrtiny tvořili Němci. Nejbližší česká škola byla v Tanvaldu.
Krize ve třicátých letech zvýšila napětí mezi místním obyvatelstvem, na počátku třicátých let byl starostou krátce člen DNSAP, strany, která byla v roce 1933 zakázána. Po druhé světové válce značnou část obyvatel čekal odsun.
V Dolní Smržovce bylo německé výzkumné středisko Televid.
V roce 1991 zde byla založena společnost Kaipan, český výrobce automobilů se zaměřením na sportovní roadstery.

## Přírodní poměry

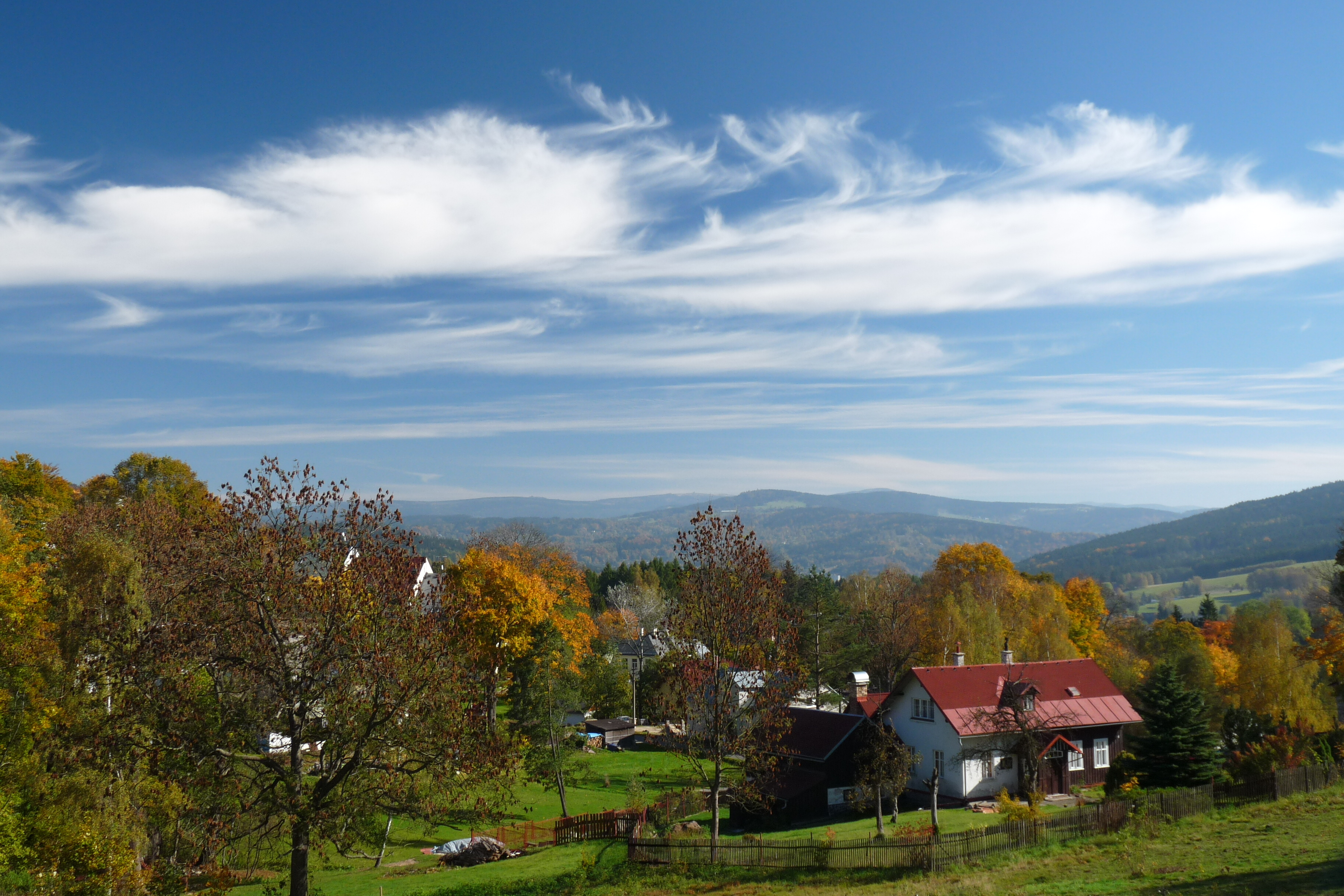
Smržovka

Město Smržovka se rozkládá v údolí od severozápadu tekoucího Smržovského potoka a dále pokračuje do údolí Kamenice, do které se potok vlévá. Na jihu tvoří hranici lesnatý hřeben Černé studnice a Muchova, na sever od Smržovky se zvedá Buková hora. Na západě sousedí Smržovka těsně s Lučany nad Nisou, na východě s Tanvaldem. Nejvýše položeným místem je Černá studnice, (872 metrů), na východě správního území v údolí Kamenice klesá terén do nadmořské výšky 458 metrů.

## Obyvatelstvo
| Rok            | 1869  | 1880  | 1890  | 1900  | 1910  | 1921  | 1930  | 1950  | 1961  | 1970  | 1980  | 1991  | 2001  | 2011  | 2021  |
| -------------- | ----- | ----- | ----- | ----- | ----- | ----- | ----- | ----- | ----- | ----- | ----- | ----- | ----- | ----- | ----- |
| Počet obyvatel | 4 551 | 4 979 | 5 919 | 6 539 | 7 602 | 6 614 | 7 296 | 4 161 | 4 272 | 3 747 | 3 526 | 3 418 | 3 430 | 3 430 | 3 771 |
| Počet domů     | 670   | 614   | 763   | 888   | 897   | 939   | 1 136 | 1 105 | 834   | 796   | 741   | 836   | 838   | 932   | 1 044 |

## Pamětihodnosti
- Železniční viadukt ve Smržovce

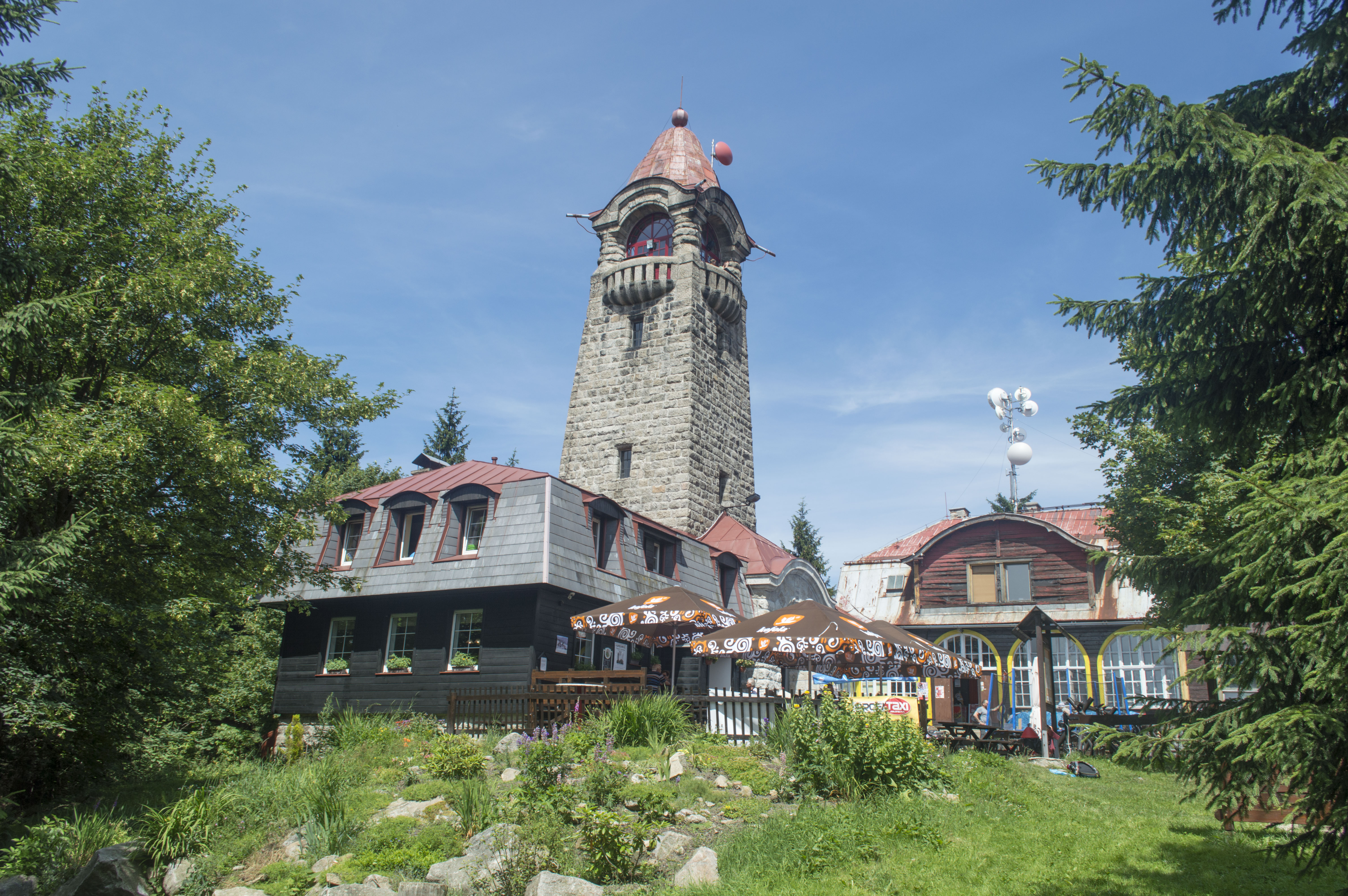
Rozhledna Černá studnice

- kostel svatého Archanděla Michaela
- Černá studnice
- vyhlídka Finkštejn
- sáňkařská dráha ve Smržovce
- meteorologický sloup[10]

## Osobnosti
- Marie Kwaysser (3. dubna 1849 – 8. prosince 1913), spisovatelka, překladatelka, autorka knihy Sen a skutečnost, která vyšla u příležitosti autorčina 160. výročí narození
- Alfred Technik rodák ze Smržovky, spisovatel, reportér Čs. rozhlasu, publicista. Podle jeho románu Svárov o Svárovské stávce natočil v roce 1974 režisér Karel Kachyňa film Pavlínka. Filmaři si pro natáčení vybrali lokality v Desné, Velkých Hamrech a Příchovicích.
- Horst Urban (15. května 1936 – 2. března 2010) československý závodník německé národnosti v jízdě na saních
- Petr Urban český sportovec (sáňkař), reprezentant, kreslíř a ilustrátor, syn Horsta Urbana
- Roland Urban (29. března 1940 – 26. února 2011) československý sáňkař německé národnosti, bratr Horsta Urbana

Podle překladu knihy Syn lovce medvědů od Gabriela Smetany z roku 1891 byl místním rodákem Hobble Frank, postava z děl Karla Maye; v jiných vydáních je však rodákem ze Saska.

## Partnerská města
- Weidenberg, Německo
- Plouhinec, Francie
- obec Rammenau, Německo
- obec Senale-San Felice (německy Unsere Liebe Frau im Walde-St. Felix), Itálie